# Sylvilagus robustus
O Sylvilagus robustus é um leporídeo norte-americano, que até então era considerado uma subespécie do Sylvilagus floridanus. É encontrado nos estados do Texas e Novo México, nos Estados Unidos da América, e em Coahuila, no México.